# World Design Organization
World Design Organization (WDO, рус. Всемирная организация дизайна), ранее International Council of Societies of Industrial Design (Icsid, рус. Международный совет обществ промышленного дизайна) — ассоциация, основанная в 1957 году на базе группы международных организаций, занимающихся промышленным дизайном. WDO представляет собой всемирное общество, которое повсюду продвигает лучший дизайн. Сегодня WDO включает более 170 организаций-членов из более чем 40 стран, представляющих около 150 000 дизайнеров.
Основной целью ассоциации является продвижение дисциплины промышленного дизайна на международном уровне. Для этого WDO выдвигает ряд глобальных инициатив для поддержки эффективности промышленного дизайна в стремлении удовлетворить потребности и чаяния людей во всем мире, улучшить качество жизни, а также помочь улучшению экономического положения народов всего мира.

## История
Жак Вьено (фр.) впервые представил идею создания общества, которое бы представляло интересы промышленных дизайнеров на международном уровне, на международном конгрессе в Institut d’Esthetique Industrielle в 1953 году. Международный совет обществ промышленных дизайнеров был официально основан на заседании в Лондоне 29 июня 1957 года. Название Icsid знаменует собой дух защиты интересов практикующих дизайнеров и обеспечения мировых стандартов дизайна. Таким образом, люди, впервые избравшие должностных лиц в Исполнительный совет, действовали не по личным убеждениям, а представляли выражение мнения общества и международного дизайнерского сообщества.
Позже организация официально зарегистрировалась в Париже и разместила там свою штаб-квартиру. Первоначальными целями Icsid было повышение осведомленности общественности о промышленных дизайнерах, повышение стандартов дизайна путем установления стандартов для обучения и образования, а также поощрение сотрудничества между промышленными дизайнерами во всем мире. Для этого в 1959 году Icsid провел первый Конгресс и Генеральную Ассамблею в Стокгольме, Швеция. На этом первом Конгрессе была официально принята Конституция Icsid вместе с первым определением промышленного образца, которое можно найти на их веб-сайте (см. внешние ссылки). Во время этого Конгресса официальное название Icsid было изменено с Международного совета обществ промышленных дизайнеров на Международный совет обществ промышленных дизайнеров, чтобы отразить, что организация будет заниматься не только вопросами профессиональной практики.
В 1963 году Icsid получил особый статус от ЮНЕСКО, с которым Icsid продолжает работать над многими проектами, используя дизайн для улучшения условий жизни людей. По мере того, как его гуманитарные интересы росли, Icsid решило создать конференцию нового типа, которая бы собрала промышленных дизайнеров в принимающей стране для изучения проблемы и регионального, и международного значения. Эта новая конференция, состоявшаяся в Минске в 1971 году, стала первым семинаром Icsid Interdesign. Эти семинары предоставили возможности для профессионального развития практикующих дизайнеров среднего звена и позволили им сосредоточить свои способности на решении вопросов международного значения. Эта первая конференция Interdesign и последующие укрепили позицию Icsid как движущей силы международного сотрудничества.
В январе 2017 года ICSID официально стал Всемирной организацией дизайна (WDO).